# Ford Cougar 406 Concept
Pour les articles homonymes, voir Ford Cougar, Cougar (homonymie), 406 et Concept.
La Ford Cougar 406 Concept est une voiture de sport concept car GT, du constructeur automobile américain Ford, présentée au salon Chicago Auto Show (en) de 1962,.

## Histoire
Ce concept car est conçu par le designer américain Dean Jeffries (en), sur un châssis de Ford Thunderbird III de 1961, avec arrière fastback, portes papillon, et phares escamotables inspirés des Mercedes-Benz 300 SL de 1953. 

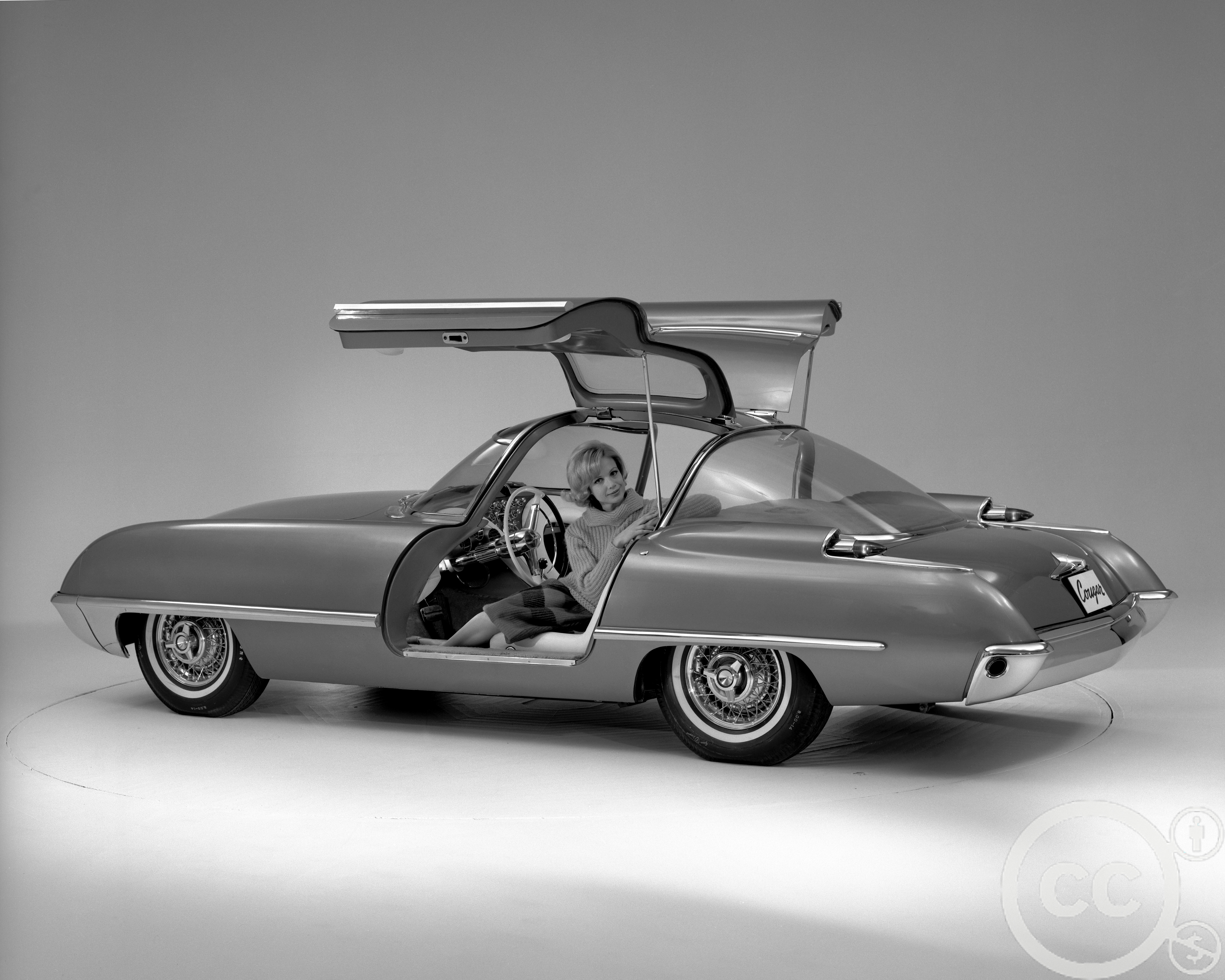
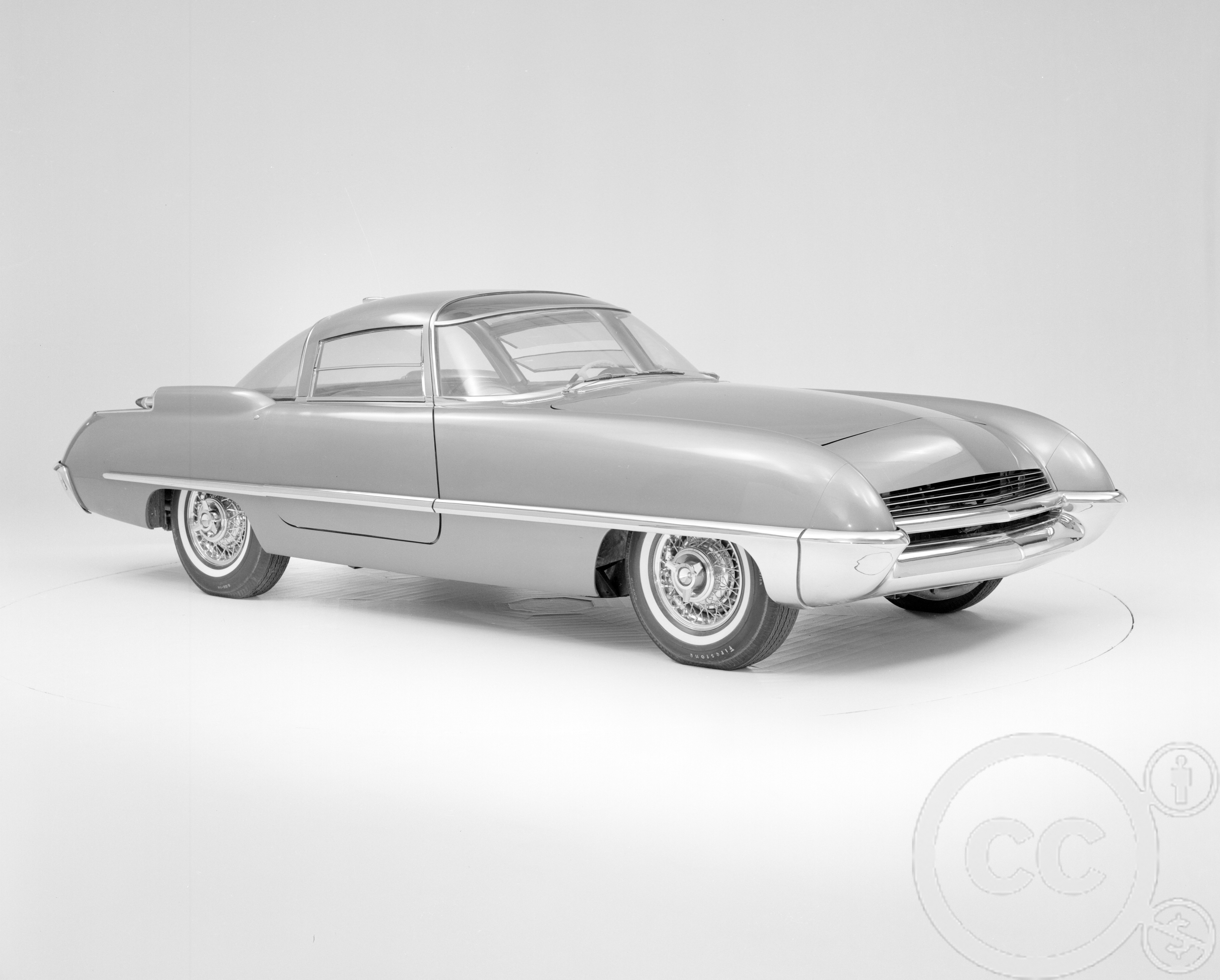

Elle est propulsée par un moteur V8 Ford de 6,7 L de 405 chevaux (Ford FE 406),,.
Elle précède les Ford Mustang I (1962),  Ford Mustang II (concept car) (en) (1963), Ford Cougar Concept II (1964), Ford GT40 (1964), Shelby GT 500 (1964), et Ford Mustang (1965)...

## Cinéma
- 1963 : Oui ou non avant le mariage ?, de David Swift[7].